# Unsere Lieder
Unsere Lieder – dwudziesty szósty album wydany przez niemiecką grupę Die Flippers w roku 1994.
Lista utworów
1. Ein Herz auf reisen – 3:31
2. Hab ich Dich verloren – 3:11
3. Bleib mir treu ich komm wieder – 3:37
4. Mama Lucia – 3:19
5. Ein Traum fliegt zu Dir – 3:09
6. Wellen, Wind und schöne Mädchen – 3:33
7. Sag einfach ich liebe Dich – 3:17
8. Lass mein Herz nie mehr weinen – 3:11
9. Heute ist die Nacht der tausend Rosen – 3:53
10. Sommer, Sonne, Zärtlichkeit – 3:14
11. Rosen der Liebe – 3:26
12. Sehnsucht nach Dir – 3:45
13. Ich bin so allein – 3:01
14. Schöne Jahre – 3:36